# Derecho de Canadá
El sistema jurídico de Canadá es pluralista: sus fundamentos se encuentran en el sistema de derecho consuetudinario inglés (heredado de su período como colonia del Imperio Británico), el sistema de derecho civil francés (heredado de su pasado del Imperio francés ), y los sistemas de derecho indígena desarrollados por las diversas Naciones Indígenas.
La Constitución de Canadá es la ley suprema del país, y consta de un texto escrito y de convenciones no escritas. El Acta Constitucional de 1867 (conocida como Acta de la Norteamérica británica antes de 1982) afirmaba un gobierno basado en el precedente parlamentario y dividía los poderes entre el gobierno federal y los provinciales. El Estatuto de Westminster de 1931 concedió plena autonomía, y el Acta Constitucional de 1982 puso fin a todo vínculo legislativo con Gran Bretaña, además de añadir una fórmula de modificación constitucional y la Carta Canadiense de los Derechos y las Libertades. La Carta garantiza derechos y libertades fundamentales que, por lo general, no pueden ser anulados por ningún gobierno, aunque una cláusula de excepción permite al Parlamento y a las legislaturas provinciales anular determinados apartados de la Carta durante un periodo de cinco años.
El poder judicial de Canadá desempeña un importante papel en la interpretación de las leyes y tiene la facultad de anular las leyes del Parlamento que violan la Constitución. La Corte Suprema de Canadá es el máximo tribunal y árbitro final y está dirigido desde el 18 de diciembre de 2017 por Richard Wagner, presidente del Tribunal Supremo de Canadá. Sus nueve miembros son nombrados por el Gobernador General, a propuesta del Primer Ministro y del Ministro de Justicia. Todos los jueces de las instancias superiores y de apelación son nombrados previa consulta con organismos jurídicos no gubernamentales. El Gabinete federal también nombra a los jueces de los tribunales superiores de las jurisdicciones provinciales y territoriales. El derecho común prevalece en todas partes excepto en Quebec, donde predomina el derecho civil.  El derecho penal es de competencia exclusivamente federal y es uniforme en todo Canadá. La aplicación de la ley, incluidos los tribunales penales, es oficialmente una responsabilidad provincial, llevada a cabo por las fuerzas policiales provinciales y municipales. Sin embargo, en la mayoría de las zonas rurales y en algunas urbanas, las responsabilidades policiales se contratan con la Real Policía Montada de Canadá, de carácter federal.
La legislación aborigen canadiense otorga a los grupos indígenas de Canadá ciertos derechos a la tierra y a las prácticas tradicionales reconocidos por la Constitución. Se establecieron varios tratados y jurisprudencias para mediar en las relaciones entre los europeos y muchos pueblos indígenas. Estos tratados son acuerdos entre la Corona canadiense con el deber de consultar y acomodar. El derecho indígena en Canadá se refiere a las tradiciones, costumbres y prácticas legales de las naciones y comunidades indígenas.